# Albrecht Froehner
Albrecht Froehner ( 1840 - 1907 ) fue un botánico alemán, que trabajó en el género Coffea.

## Algunas publicaciones

### Libros
- 1803. Die gattung Coffea und ihre arten: Inagural-dissertation, Rostock (El género Coffea y sus especies: tesis inaugural, Rostock). 67 pp.

## Honores

### Eponimia
- (Brassicaceae) Erysimum froehneri Polatschek[2]
- La abreviatura «A.Froehner» se emplea para indicar a Albrecht Froehner como autoridad en la descripción y clasificación científica de los vegetales.[3]